# Dorlisheim
Dorlisheim (en alsacià Dorelse) és un municipi francès, situat a la regió del Gran Est, al departament del Baix Rin. L'any 2008 tenia 2.297 habitants. Limita amb Altorf, Molsheim, Mutzig, Rosenwiller i Rosheim.
Forma part del cantó de Molsheim, del districte de Molsheim i de la Comunitat de comunes de la Regió de Molsheim-Mutzig.

## Demografia
| 1962  | 1968  | 1975  | 1982  | 1990  | 1999  |
| ----- | ----- | ----- | ----- | ----- | ----- |
| 1.902 | 2.008 | 2.078 | 2.149 | 2.128 | 2.167 |

## Administració
| Període | Identitat    | Partit |
| ------- | ------------ | ------ |
| 2001-   | Gilbert Roth |        |